# Katholischer Pfarrhof (Absberg)

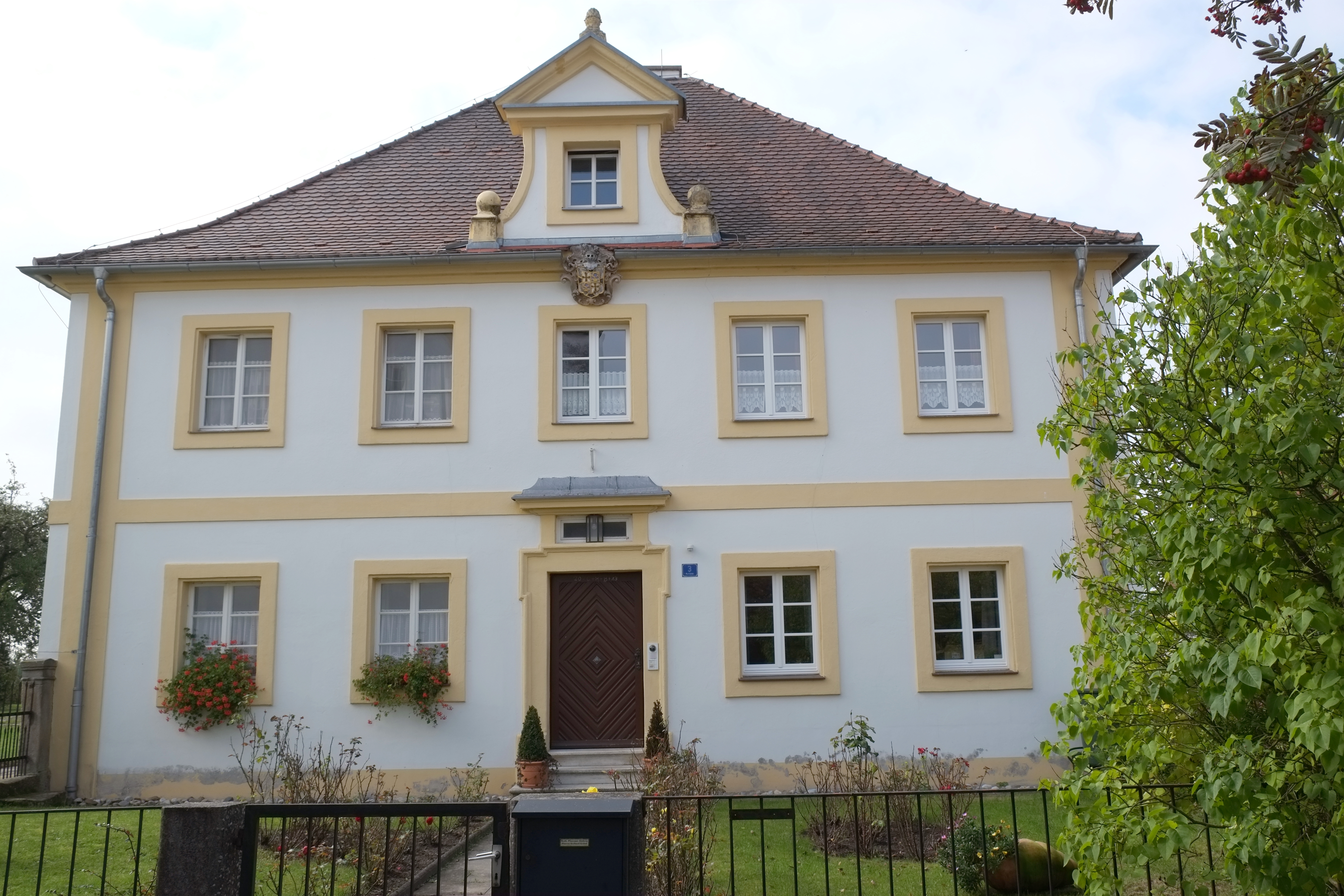
Katholischer Pfarrhof in Absberg

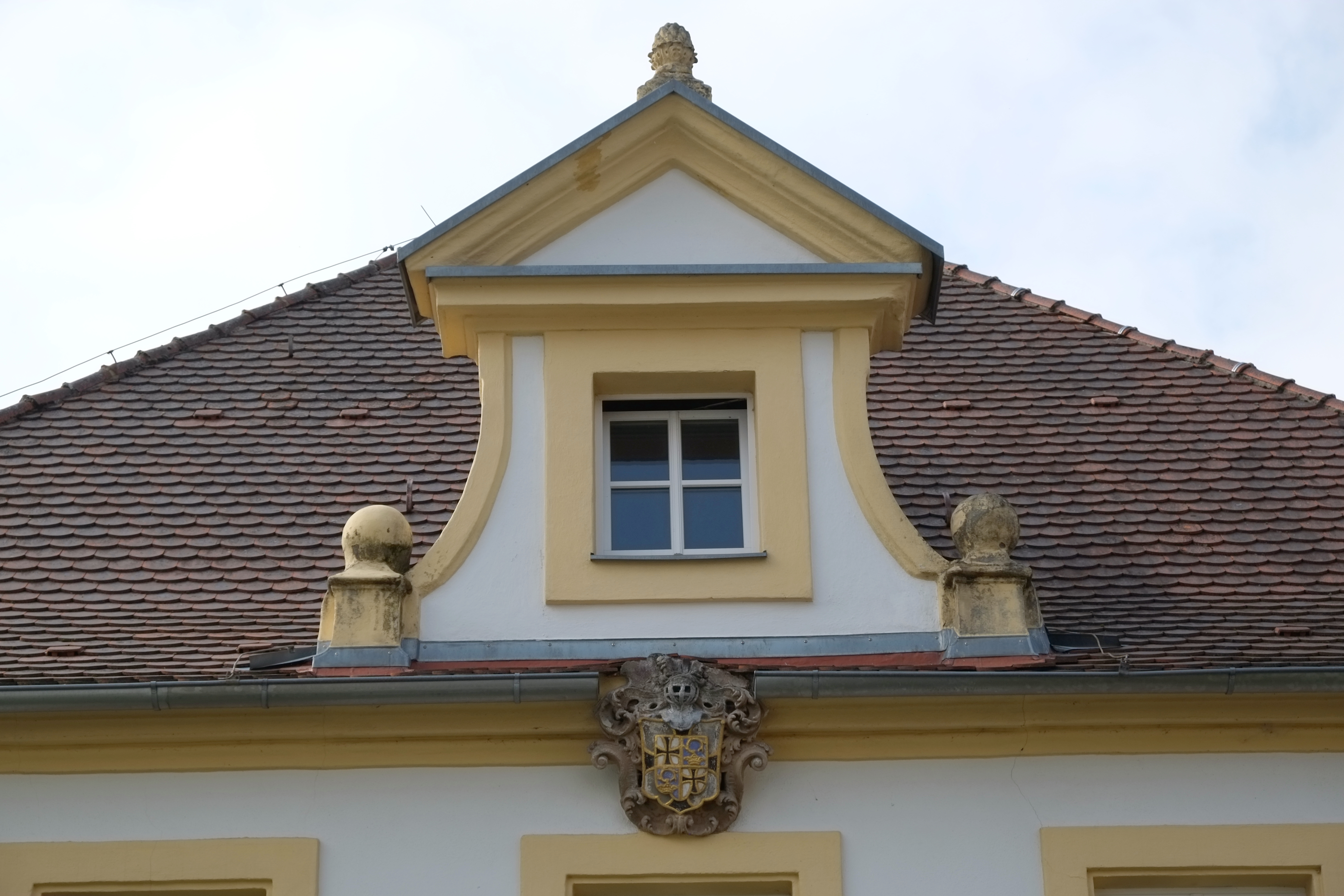
Zwerchhaus und Wappen von Karl Heinrich von Hornstein

Der Katholische Pfarrhof in Absberg, einer Marktgemeinde im mittelfränkischen Landkreis Weißenburg-Gunzenhausen in Bayern, wurde 1729/30 errichtet. Der Pfarrhof am Marktplatz 3 ist ein geschütztes Baudenkmal.
Der Landkomtur des Deutschen Ordens Karl Heinrich von Hornstein ließ neben der evangelischen Christuskirche, die damals von den Katholiken mitbenutzt wurde, den katholischen Pfarrhof erbauen. Unterhalb des Zwerchhauses ist das Hornsteiner Wappen eingelassen.
Der zweigeschossige Walmdachbau mit Zwerchhaus, Ecklisenen und Geschossgliederung wurde von Franz Joseph Roth errichtet. Das Gebäude besitzt fünf zu vier Fensterachsen.
Die in Teilen erhaltene Garteneinfriedung entstand im 18./19. Jahrhundert.